# Poplar Bluff Township
Poplar Bluff Township est un township du comté de Butler dans le Missouri, aux États-Unis,. En 2000, sa population s'élève à 24 929 habitants.